# Büyükada

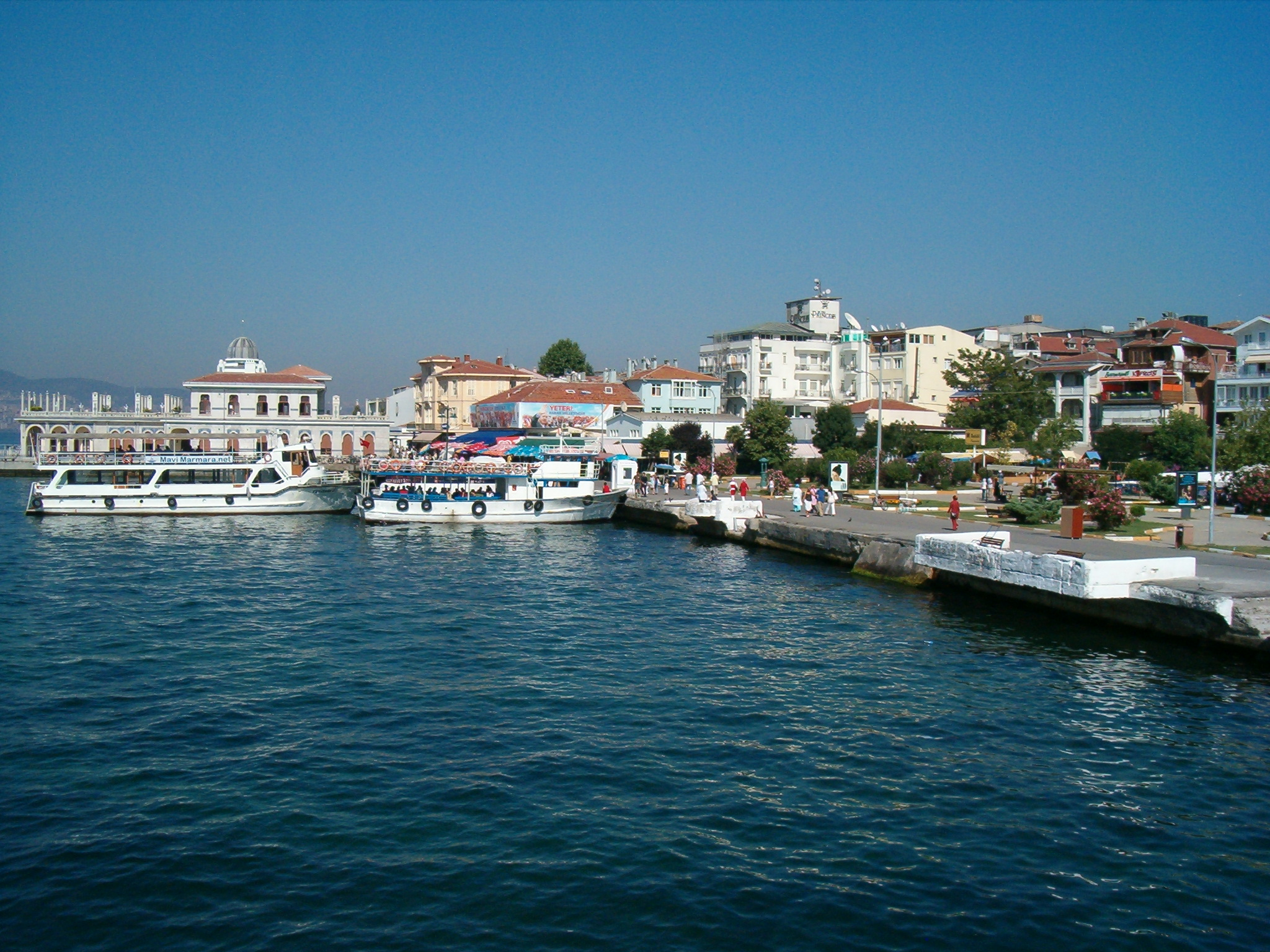

Büyükada även känd under det antika grekiska namnet Prinkipos (Πρίγκηπος), är en ö i Marmarasjön. Den tillhör Turkiet och räknas till ögruppen Prinsöarna. Ön var platsen för en sedermera inställd fredskonferens efter det ryska inbördeskriget i slutet av 1910-talet.